# Celama leucoma
Celama leucoma är en fjärilsart som beskrevs av Edward Meyrick 1886. Celama leucoma ingår i släktet Celama och familjen trågspinnare. Inga underarter finns listade i Catalogue of Life.